# Cezary Taracha
Cezary Taracha (ur. 1965) – polski historyk, hispanista związany z Katolickim Uniwersytetem Lubelskim Jana Pawła II oraz Instytutem Hiszpańsko-Polskim w Lublinie. Kierownik Katedry Historii i Kultury Krajów Języka Hiszpańskiego Instytutu Historii KUL.

## Życiorys
Ukończył historię (1989) i historię sztuki (1992) na KUL. Stopień doktora nauk humanistycznych uzyskał w 1993 roku na podstawie rozprawy pt. Rzeczpospolita, Europa i Świat w oczach hiszpańskiego ilustrado. Ambasada Pedro Arandy w Polsce 1760-1762/64. Promotorem w przewodzie był prof. dr hab. Wiesław Müller. Habilitował się w 2005 na podstawie pracy dotyczącej hiszpańskiego wywiadu w XVIII wieku. 
Publikuje książki dotyczące przede wszystkim historii Hiszpanii, relacji polsko-hiszpańskich, historii dyplomacji i wywiadu, a także historii regionalnej. Współpracuje z ośrodkami naukowymi w Polsce (OBTA UW), w Hiszpanii (Logroño, Valladolid, Murcia, Madryt) i Ameryce Pd. (Valparaíso). Był współzałożycielem Towarzystwa Hiszpańsko-Polskiego KUL w 1989 i Lubelskiego Towarzystwa Gitarowego w 1992.
Jest przewodniczącym Rady Naukowej Instytutu Hiszpańsko-Polskiego w Lublinie (od 2004). Organizator (od 2001) „Spotkań z Muzyką Organową” w Dąbrowicy. Inne jego zainteresowania to: literatura, malarstwo, sport, turystyka górska.
W październiku 2008 (27-28 X) zorganizował polsko-hiszpańską konferencję: "W czasie wojny i pokoju. Szpiegostwo jako instrument polityki państwa".
11 czerwca 2021 r. został odznaczony Krzyżem Kawalerskim Orderu Odrodzenia Polski za wybitne zasługi w pracy naukowo-badawczej i dydaktycznej oraz za wkład w rozwój międzynarodowej współpracy naukowej.
Wszedł w skład komitetu wspierającego kandydaturę Karola Nawrockiego na prezydenta RP w wyborach w 2025.

## Publikacje

### Monografie książkowe
- W służbie lokalnego Kościoła. Proboszczowie parafii Narodzenia NMP w Dąbrowicy 1950-2000, Wydawnictwo Werset, 2004,
- Szpiedzy i dyplomaci. Wywiad hiszpański w XVIII wieku, Wydawnictwo Werset, Lublin 2005.
- Aleksander Hirschberg, Hiszpania - wspomnienia z podróży (red.)
- "Zniszczyć wszystko, co zagraża naszym interesom". Wywiad hiszpański w XVIII w., Wydawnictwo Werset, Lublin 2008.

### Redakcja dzieł zbiorowych
Szpiegostwo, wywiad, państwo, Wydawnictwo Polihymnia (red.), Lublin 2009.

### Redakcja
- Cristina González Caizán, Cezary Taracha, Diego Téllez Allarcia, José Luis Gómez Urdañez, Cartas desde Varsovia. Corresponencia privada del Conde de Aranda con Ricardo Wall, 1760-1762, Lublin 2005.

### Artykuły
- Cezary Taracha, Hiszpańskie materiały wywiadowcze z XVIII wieku. Struktura i treść, w: Cezary Taracha (red.) Szpiegostwo, wywiad, państwo, Wydawnictwo Polihymnia, Lublin 2009.